# Греффюль, Элизабет

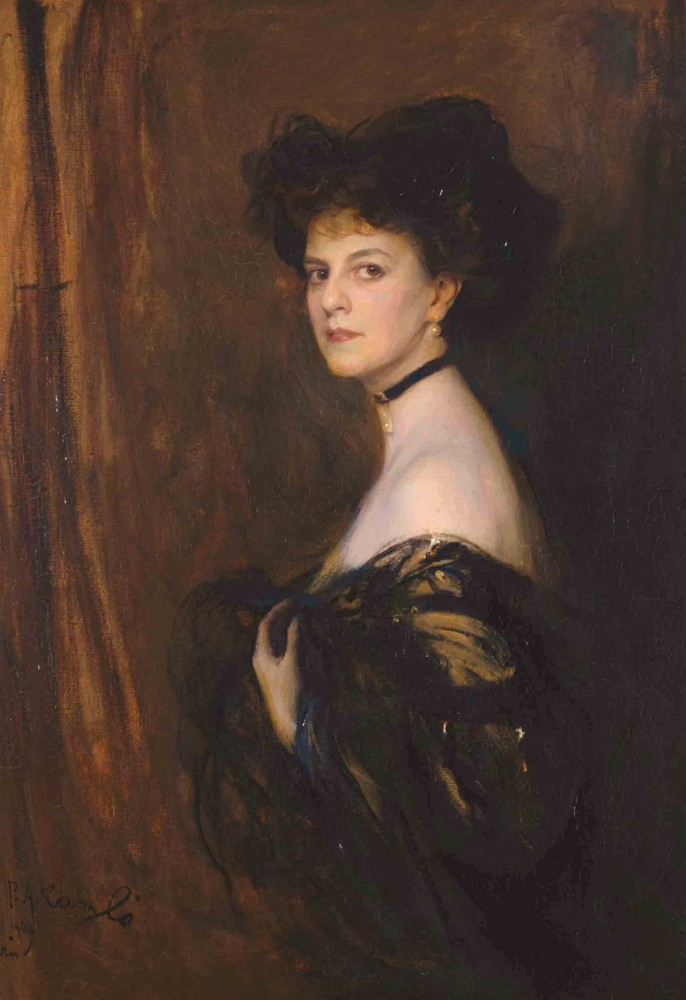
На портрете Филипа де Ласло (1905)

Графиня Элизабет Греффюль (полное имя при рождении Мари Жозефина Анатоль Луиза Элизабет де Караман-Шиме, фр. Joséphine Anatole Louise Élisabeth de Riquet de Caraman-Chimay, 11 июля 1860, Париж — 21 августа 1952, Лозанна) — франко-бельгийская аристократка из рода Рике-Караман, хозяйка одного из самых модных салонов «Прекрасной эпохи».
Дочь князя Шиме из рода Караманов была близкой подругой великой княгини Марии Павловны. В своем особняке в доме № 8-10 по улице д’Асторг в Париже она содержала салон, где собирала французских и европейских деятелей культуры и известных политиков. Среди её гостей часто бывал великий князь Павел Александрович.
Кузеном графини был французский литератор Робер де Монтескью, с которым они были дружны с детства и на всю жизнь сохранили тёплые взаимоотношения. Муж — граф Анри Греффюль, их дочь Элен (Elaine; 1882—1958) вышла замуж за Армана де Грамона, герцога де Гиша (1878—1962).
Известно, что красотой и остроумием «королевы салонов» квартала Сен-Жермен-де-Пре восхищался Марсель Пруст, и именно она является одним из прообразов герцогини Германтской в его романе «В поисках утраченного времени» (A la recherche du temps perdu). Пруст писал Монтескью в июле 1893 года: «Я наконец увидел… графиню Греффюлль… У неё была прическа, полная полинезийской грации, и сиреневые орхидеи покрывали её затылок, словно „шляпы из цветов“… О ней трудно судить, наверное потому, что судить значит сравнивать, а в ней нет ничего, что можно было бы увидеть в других, ни вообще где бы то ни было. Но вся тайна её красоты — в блеске и особенно в загадочности её глаз. Я никогда не видел такой красивой женщины».
Графиня Греффюль пропагандировала современное искусство, в том числе музыку Габриэля Форе, Русский балет в Париже и т. д.